# Alberto Borin
Pour les articles homonymes, voir Borin.
Alberto Borin, né le 17 mars 1940 à Katana (Congo belge) et mort le 3 janvier 2023 à Nivelles dans le Brabant wallon (Belgique), est un homme politique belge wallon, membre du PS.

## Biographie
Alberto Borin est licencié en sciences psychologiques et pédagogiques, agrégé de l'enseignement secondaire supérieur et ancien professeur.

### Carrière politique
Il est sénateur belge du 28 décembre 1987 au 24 novembre 1991 puis du 4 février 1994 au 21 mai 1995.
En tant que membre de la Commission de la Santé publique du Sénat, Alberto Borin a largement participé à l'élaboration de la loi légalisant l'avortement avec Roger Lallemand. Il en est de même avec la Commission d'enquête sur les sectes qui a permis l'élaboration d'une loi créant un centre de recherche des sectes et établissant une première liste des sectes dont l'Opus Dei, les Témoins de Jéhovah, les Charismatiques et l'Église de scientologie. Il en est de même avec la Commission d'enquête Gladio.
Il est député fédéral belge du 21 mai 1995 au 5 mai 1999.
Il a largement participé à la Commission d'enquête sur les sectes qui a permis l'élaboration d'une loi créant un centre de recherche des sectes et établissant une première liste des sectes dont l'Opus Dei, les témoins de Jéhovah et l'Eglise de Scientologie.
Il fut premier échevin de Nivelles chargé de l'instruction publique, de l'académie et du sport. Dans le cadre de ce mandant, il a largement développé les écoles communales primaires de Nivelles et a fait rouvrir l'école de la Maillebotte.